# Rachicerus tigrinus
Rachicerus tigrinus är en tvåvingeart som beskrevs av Akira Nagatomi 1970. Rachicerus tigrinus ingår i släktet Rachicerus och familjen vedflugor. Inga underarter finns listade i Catalogue of Life.